# Seitzermühle
Seitzermühle ist ein Gemeindeteil der Gemeinde Sengenthal im Landkreis Neumarkt in der Oberpfalz in Bayern.

## Lage
Die Einöde liegt westlich der Albstufe des Oberpfälzer Jura östlich des der Sulz zufließenden Wiefelsbach, der das Mühlenrad für den einen Mahlgang (so 1836) antrieb. Die Mühle ist über einen Anliegerweg zu erreichen, die nördlich von Sengenthal von der Kreisstraße NM 18 in nordwestlicher Richtung abzweigt. Unmittelbar östlich der Mühle führt die ehemalige Sulztalbahn vorbei, heute ein Gleisanschluss für den Güterverkehr des Betonsteinwerkes Max Bögl, nachdem 1987 der letzte Personenzug zwischen Neumarkt und Beilngries gefahren war.

## Geschichte
Laut einem Verzeichnis von 1616 war die „Seitzmühle“, sicherlich benannt nach einem Besitzer namens Seitz, der Pfarrei Berngau mit ihrer Filiale Reichertshofen zehentpflichtig. Die Berngauer Zehentbeschreibung von 1670 bezeichnet die Mühle als „öd“, wohl infolge des Dreißigjährigen Krieges. 1675 verkaufte die Mühle Georg Kemnather an Konrad Sendlwecker; ob sie zu diesem Zeitpunkt bereits wiederaufgebaut war, muss offen bleiben.
Am Ende des Alten Reiches, um 1800, gehörte die Seitzenmühle zur Oberen Hofmark Berngau und unterstand hochgerichtlich dem herzoglich-baierischen Schultheißenamt Neumarkt. Zu dieser Zeit saß die Müllerfamilie Birkammer auf der Mühle.
Im Königreich Bayern wurde zwischen 1810 und 1820 der Steuerdistrikt Forst, dann die gleichnamige Ruralgemeinde gebildet, die aus Forst selber, Braunshof, Rocksdorf und Stadlhof bestand. In diese Gemeinde wurde vor 1867 die Gemeinde Wiefelsbach des Steuerdistrikts Reichertshofen mit ihren zehn Einöden integriert, nämlich die Seitzenmühle, die Birkenmühle, die Braunmühle, der Dietlhof, die Gollermühle, die Kastenmühle, die um 1883 abgebrochenen Kindlmühle, die Ölkuchenmühle, die ebenfalls heute nicht mehr existierende Schmidmühle und die Schlierfermühle.
Dem Landgericht (ab 1862 Bezirksamt, ab 1879 Landkreis) Neumarkt zugeordnet, umfasste die Gemeinde Forst unmittelbar vor der Gebietsreform in Bayern die zwölf Gemeindeteile Forst, Birkenmühle, Braunmühle, Braunshof, Dietlhof, Gollermühle, Greißelbach, Kanalschleuse 31 (1960 unbewohnt), Kanalschleuse 32 (1987 unbewohnt), Kastenmühle, Schlierferhaide/Schlierfermühle und Stadlhof, während die Seitzermühle schon vor 1867 zur Gemeinde Sengenthal gehörte. Gemäß der Volkszählung vom 1. Dezember 1871 bestand die Mühle zu dieser Zeit aus einem Gebäude; sie hatte sieben Einwohner und an Großvieh fünf Stück Rindvieh. 1905 veräußerte der damalige Besitzer Engelhard die Mühle an die Familie Königsdörfer.
Bei der Mühle dehnte sich westlich das Seitzermühlmoos aus, das durch den Bau des Ludwig-Donau-Main-Kanals austrocknete.
2007 bot die Gemeinde die Hofstelle Seitzermühle zum Verkauf an, bestehend aus einem Wohnhaus mit angebauter Stallung und großer Scheune, mit Nebengebäuden (Garage mit Werkstatt, Schweine- und Hühnerstallung, Schleppergarage mit 2 Holztoren, Maschinenhalle mit 3 Schiebetoren). Der Hofstelle zugemessen waren circa 4500 m2 Grund.
2010/11 wurden auf dem Mühlenareal zwei Einfamilienhäuser mit Fachwerk-Obergeschoss errichtet.

### Einwohnerzahlen
- 1830: 4 (1 Haus)[11]
- 1836: 7 (1 Haus)[12]
- 1861: 7 (2 Gebäude)[13]
- 1871: 7 (1 Gebäude)[14]
- 1900: 6 (1 Wohngebäude)[15]
- 1937: 5 (Protestanten; zur evangelischen Pfarrei Neumarkt gehörend)[16]
- 1961: 3 (1 Wohngebäude)[17]
- 1987: 3 (1 Wohngebäude, 1 Wohnung)[1]